# Parafia św. Mikołaja w Ślesinie
Parafia św. Mikołaja w Ślesinie – rzymskokatolicka parafia w dekanacie Nakło diecezji bydgoskiej.
Została utworzona ok. XIV w.
Na obszarze parafii leżą miejscowości: Gabrielin, Gumnowice, Kazin, Minikowo i Ślesin.